# Storia dell'etica
L'etica è la sottodisciplina della filosofia che esamina il comportamento morale giusto e sbagliato, i concetti morali (come giustizia, virtù, dovere) e il linguaggio morale. L'etica o filosofia morale è una branca della filosofia che "comporta la sistematizzazione, la difesa e la raccomandazione di concetti di comportamento giusto e sbagliato". La storia dell'etica e dell'estetica riguardano giudizi di valore e comprendono il ramo della filosofia chiamato assiologia.

## Origini
I poemi epici che stanno all'inizio di molte letterature mondiali, come l'Epopea di Gilgameš in Mesopotamia, l'Iliade di Omero e le Edda islandesi, ritraggono un insieme di valori che si adattano al leader più forte di una piccola tribù. Il valore e il successo sono le qualità principali di un eroe e generalmente non sono vincolati da considerazioni morali. Rivincita e vendetta sono attività appropriate per gli eroi. Gli dei che compaiono in tali poemi epici non sono difensori dei valori morali, ma sono forze della natura capricciose e che devono essere temute e propiziate.
Affermazioni più strettamente etiche si trovano occasionalmente nella letteratura delle civiltà antiche che si rivolge alle classi inferiori della società. L'Almanacco del contadino sumero e l'Istruzione egiziana di Amenemope consigliavano agli agricoltori di lasciare del grano per i poveri spigolatori promettendo in cambio i favori degli dei. Anche alcune antiche religioni e pensatori etici propongono una qualche versione della regola d'oro, almeno nella sua versione negativa: non fare agli altri ciò che non vorresti fosse fatto a te stesso.

## Etica ebraica
Con la comparsa del monoteismo etico nel giudaismo (ebraico) si manifestò un'"etica" affine a quella greca al'interno delle tradizioni e istruzioni tramandate dalla Torah nei quattromila anni successivi (ebraico: / ˈ t ɔː r ɔː t / , toroth, plurale di Torah): tradizione orale, scritta e mistica.

## Etica greca antica
Mentre il pensiero morale greco era originariamente basato sulla mitologia, dal 600 a.C. emerse una morale interna alla filosofia, costituita da argomenti razionali e da una struttura propria, che determinò l'ascesa della filosofia come forma di pensiero distinta.
Ciò fu attribuito soprattutto a Socrate. Il metodo socratico mirava a stabilire le verità morali mettendo in discussione le credenze degli altri piuttosto che spiegandole direttamente. Socrate si oppose al relativismo morale dei Sofisti, insistendo fin dall'inizio sulla formulazione dei principi morali. Come rappresentato nella Repubblica di Platone, egli articola il bene supremo come la "forma del bene stesso" trascendente. Socrate condusse un'esistenza estremamente improntata alla virtù: casto, disciplinato, pio, responsabile e premuroso nei confronti dei suoi amici. Nel cosiddetto dilemma di Eutifrone si chiese se l'azione divina fosse motivata dal fatto che fosse buona ovvero se l'azione fosse buona in quanto divina. Nel dialogo del Gorgia difese l'idea secondo la quale è meglio subire l'ingiustizia che commetterla.
L'opera chiave dell'etica di Platone fu la Repubblica, incentrata sulla concezione della giustizia che per Platone includeva anche una più ampia moralità. In un dialogo, Trasimaco sostenne che la moralità convenzionale era uno stratagemma inventato per mantenere l'élite al potere, pretesto che avrebbe dovuto essere scartato in nome dell'interesse personale. Platone rispose progettando un'utopia e fornendo una teoria metafisica di ciò che è buono. Sostenne che esistevano cinque regimi in cui si potevano classificare le diverse società, il migliore dei quali era l'aristocrazia nella quale "i desideri dei molti inferiori sono controllati dalla saggezza e dai desideri dei pochi superiori". Al contrario, la democrazia porterebbe al degrado della cultura e della moralità, poiché non può aspettare che l'estrema libertà porti a nient'altro che a un cambiamento verso la schiavitù estrema. Mentre la gente comune viveva in un'illusione, esemplificata dal mito della caverna, la teoria delle forme suggeriva che le definizioni oggettive ricercate da Socrate esistessero effettivamente. La forma più alta era quella del Bene, che restituiva un fine a tutto ciò che è nel mondo e che poteva essere compresa solo dai filosofi.
L'etica di Aristotele si basa su quella di Platone con importanti variazioni. Aristotele definì il bene come "ciò a cui mirano tutte le cose". Mentre molti beni diversi venivano perseguiti da persone e attività diverse, quel bene che si perseguiva per sé stesso era il bene supremo, o ciò che lui chiamava eudaimonia, parola che è stato tradotta con 'felicità' e che implica "vivere bene e fare bene", non mero piacere (che seguirà esso stesso). Un cittadino magnanimo, che vive una vita virtuosa può aspettarsi di raggiungere l'eudaimonia, che Aristotele sostiene essere il massimo bene per l'uomo. Seguendo Platone, Aristotele attribuisce un ruolo significativo nella vita morale alle virtù, abitudini di comportamento fisse che portano a buoni risultati; le virtù principali sono il coraggio, la giustizia, la prudenza e la temperanza. La forma più alta di vita è, tuttavia, l'attività puramente intellettuale.
Le successive scuole filosofiche greche, come gli epicurei e gli stoici, dibatterono sulle condizioni della vita buona. Epicuro insegnava che il bene più grande era il piacere e la libertà dal dolore. Gli epicurei sottolineavano il godimento tranquillo dei piaceri, in particolare il piacere mentale, libero da paura e ansia. Gli stoici ritenevano il massimo bene non il piacere, ma la ragione e il concepire tutto secondo quest'ultima, anche nell'ambito del dolore. Per questo elogiavano la vita della ragione vissuta secondo natura. Un tema dell'etica greca antica è quindi il ruolo della vita virtuosa nel raggiungimento dell'eudaimonia, o vita buona; e Aristotele, Epicuro e gli stoici sostenevano tutti che la virtù fosse necessaria per la felicità, sebbene in modi diversi e con differenti accezioni di quei termini.

## Etica cristiana
Un passo della Torah, Ama il prossimo tuo come te stesso (Levitico 19:18),  fu ripreso dagli scrittori del Nuovo Testamento e divenne il fulcro teologico della posizione etica cristiana. Nel Nuovo Testamento Gesù insegnò che tutti i comandamenti della legge religiosa ebraica potevano essere riassunti nelle due regole: «Ama Dio e ama il prossimo tuo» (Marco 12,28-31). Ciò fu illustrato con la parabola del buon samaritano, che loda l'azione di aiutare ogni essere umano nel bisogno.

## Etica del diritto naturale
Nel Medioevo san Tommaso d'Aquino sviluppò una sintesi dell'etica biblica e aristotelica chiamata teoria del diritto naturale, secondo la quale la natura dell'uomo determina ciò che è giusto e ciò che è sbagliato in conformità alla legge eterna di Dio. Ad esempio, l'omicidio è sbagliato perché la vita è essenziale per gli esseri umani, quindi privarne qualcuno è intrinsecamente un male. L'educazione è necessaria per gli esseri umani, ed è un loro diritto, perché la loro natura intellettuale richiede uno sviluppo. La teoria del diritto naturale rimane al centro dell'insegnamento morale cattolico, ad esempio nelle sue posizioni sulla contraccezione e su altre questioni morali controverse.
La pratica cattolica della confessione obbligatoria portò allo sviluppo di manuali di casistica, all'applicazione di principi etici a casi specifici di coscienza, come le condizioni di una guerra giusta.

## Etica kantiana
Nel XVIII secolo Immanuel Kant sostenne che giusto e sbagliato si fondano sul dovere, che deriva da un imperativo categorico, un comando interiore che, per sua natura, dovrebbe essere obbedito. L'azione è veramente morale solo se compiuta per senso del dovere, e la cosa più preziosa è una volontà umana che abbia deciso di agire rettamente. Per decidere cosa richiede il dovere, Kant propone il principio di universalizzabilità: le regole morali corrette sono quelle che tutti potrebbero adottare.
La filosofia di Kant segna una serie di importanti cambiamenti concettuali nel pensiero filosofico sull'etica. Kant sostiene che le domande sulla felicità non dovrebbero essere al centro del pensiero etico, perché l'etica dovrebbe essere universale, mentre la felicità può coinvolgere modi di vita molto diversi per individui diversi. Credeva anche che questo approccio fosse necessario se una teoria etica voleva evitare di diventare "eteronoma", cioè di individuare la fonte di una motivazione morale adeguata al di fuori delle preoccupazioni propriamente morali.

## Utilitarismo
Nella Gran Bretagna del XIX secolo, Jeremy Bentham e John Stuart Mill sostenevano l'utilitarismo, l'idea che le azioni giuste sono quelle che probabilmente porteranno alla massima felicità del maggior numero di persone. L'utilitarismo rimase popolare nel ventunesimo secolo.
Sia il kantismo sia l'utilitarismo forniscono teorie etiche che possono supportare gli sviluppi politici liberali contemporanei e le modalità associate di concepire l'individuo.

## Novecento
Il primo Novecento vide molti dibattiti sulla metaetica, cioè la teoria filosofica sulla natura dell'etica. Le opinioni spaziavano dal realismo morale, secondo il quale le verità morali riguardano realtà indipendenti dalla mente, all'etica evolutiva, che crede che le pratiche etiche siano semplicemente modi di comportamento evoluti che hanno condotto al successo evolutivo, alla teoria dell'errore di J.L. Mackie, che ha ritenuto che l'intera nozione di obbligo etico sia un errore.
Le riflessioni sull'Olocausto, come quelle di Hannah Arendt, hanno portato a un apprezzamento sempre più profondo della realtà del male estremo. L'Olocausto ha avuto un impatto immenso su altri filosofi ebrei, ad esempio, il dopoguerra ha visto Emmanuel Levinas sviluppare la sua "etica dell'altro" e situare l'etica come "filosofia prima". Questa filosofia si è focalizzata sulla relazione con l'altro in difficoltà come tema centrale per lo sviluppo dell'etica e ha posto le teorie etiche al centro della filosofia.
Anche in reazione all'Olocausto, le teorie sui diritti, come espresse ad esempio nella dichiarazione universale dei diritti umani del 1948, ha affermato gli inalienabili diritti morali degli esseri umani alla vita, all'istruzione e ad altri beni di base. Un'altra risposta alle atrocità della seconda guerra mondiale incluse riflessioni esistenziali sul significato della vita, che portarono ad approcci all'etica basati sulla "situazione" e sull'interazione personale.
Alla fine del XX secolo vi fu una cosiddetta "svolta aretaica" e un rinnovato interesse per l'etica della virtù. Questa svolta è spesso ricondotta a un articolo di G.E.M. Anscombe intitolato "Modern Moral Philosophy". Questo approccio è stato poi promosso e reso popolare da figure come Philippa Foot, Alasdair MacIntyre, Rosalind Hursthouse e Paul Ricoeur. In modo coerente, la rinascita di questa posizione etica ha visto una riscoperta di Tommaso d'Aquino e Aristotele.

## Etica professionale e applicata
Mentre l'etica della metà del XX secolo si occupava principalmente di questioni teoriche, l'etica medica continuava a occuparsi di questioni pratiche. Gli anni 1970 hanno visto una rinascita di altri campi dell'etica applicata, l'esame di casi pratici specifici e circostanziati in bioetica, l'etica animale, l'etica aziendale e ambientale, del computer, fra le altre. Lo sviluppo di nuove tecnologie ha aperto numerose nuove questioni che necessitano di un dibattito etico.